# Україна XX ст.: культура, ідеологія, політика
«Україна XX ст.: культура, ідеологія, політика» — науковий щорічник (збірник статей). Видання внесено ВАК України до переліку фахових видань України з історичної науки. Видається Інститутом історії України НАН України з 1993 р.Висвітлюються основні проблеми з історії культурного, історичного і політичного життя України у XX столітті. Статті присвячені соціальним проблемам повсякденного життя, морально-психологічним настроям та матеріально-побутовому становищу народу. Висвітлюються питання політичної та соціальної поведінки, девіантних прояв, змін в національній структурі, особливостям релігійного життя. Друкуються рецензії на українознавчі праці. Розкриваються актуальні питання історії культурної спадщини, а надто її руйнації в умовах російсько-української війни.
Редакційна колегія: В. А. Смолій (головний редактор), В. М. Даниленко (відповідальний редактор), В. П. Швидкий (відповідальний секретар) та інші.